# Do It Again/Branches
Do It Again/Branches è il terzo singolo del musicista brasiliano Eumir Deodato, pubblicato dalla CTI nel 1974.

## Descrizione
Entrambi i brani sono arrangiati e orchestrati da Eumir Deodato.
Il brano Do It Again, presente sul lato A del disco, è la cover strumentale dell'omonimo brano degli Steely Dan.
Il brano Branches, presente sul lato B del disco, è scritto e composto da Pascoal Divina. Il sottotitolo è O galho da roseira. Le voci sono di Airto Moreira e Flora Purim.

## Tracce
LATO A
1. Do It Again – 3:30 (Walter Becker, Donald Fagen)

LATO B
1. Branches (O galho da roseira) – 2:56 (Pascoal Divina)

## Staff artistico
- Eumir Deodato – piano elettrico, tastiere, direzione orchestrale
- Airto Moreira e Flora Purim – voci[1]